# 899
899 је била проста година.

## Догађаји
- 26. октобар — Англосаксонски краљ Алфред Велики умире; наслеђује га син Едвард Старији.
- Википедија:Непознат датум — Владавина династије Абасида у Багдаду.

- Лето – Арнулф од Корушке, краљ источне Француске, тражи подршку Мађара за напад на северну Италију. Прегазили су лангобардску равницу све до Павије. Краљ Беренгар окупља велику војску против Мађара и супротставља им се близу реке Аде. Застрашен јаком силом, Арпад (вођа конфедерације мађарских племена) нуди да склопи мир и врати велики део онога што су заузели, ако им буде дозвољено да неометано напусте Италију. Беренгар одбија, а Мађари се повлаче на реку Брента. Арпад обнавља своју понуду, нудећи да остави сав свој плен, па чак и неке таоце. Беренгар поново одбија, и чека њихов прелазак реке Брента за последњу битку.
- 24. септембар – Битка код Бренте: Мађарске снаге, које се састоје од 5.000 људи, крећу заобилазним путем кроз планине, прелазећи реку Брента и настављајући на југ да би напале утаборену ломбардску војску (15.000 људи) код Картиљана. Мађари масакрирају већи део неспремне Беренгарове војске. Он сам успева да побегне у Павију, мењајући своју хаљину одећом једног од својих војника. Арпад обнавља офанзиву и креће преко Ломбардије, пљачкајући село око Тревиза, Вићенце, Бергама и других градова све до Верчелија. Скреће на југ и креће низ Емилиански пут, пљачкајући Ређо Емилију, Модену и Болоњу.
- 8. децембар – Арнулф од Корушке умире од парализе након можданог удара и сахрањен је у опатији Светог Емерама у Регензбургу (Баварска). Наследио га је његов шестогодишњи син Луј III на месту владара Источног франачког краљевства. Арнулфов саветник Хато I, надбискуп Мајнца, постаје регент и старатељ младог краља. Луј (вероватно на Хатоов подстицај) преузима Лотарингију од свог полубрата Звентиболда и уз подршку источнофранкских племића изазива грађански рат. Ломбардски трон је привремено остао упражњен.
- Зима – Мађари се враћају на север ка обалама Венецијанске лагуне. Они пљачкају Кјођу и Пелестрину и напредују према Маламоку. Њихово напредовање у лагуну контролише окупљање венецијанске флоте под дуждом Пјетром Трибуном, која побеђује мађарска пловила која прелазе реку код Албиоле, наводећи их да се повуку. Овај блиски разговор са Мађарима подстиче Млечане да започну утврђивање Риалта и изградњу заштитних ланаца преко Великог канала.
- Зима – Етелволдова побуна: После смрти Алфреда Великог, Етелволд (млађи син покојног краља Етелреда) оспорава наследство Едварда Старијег. Он заузима краљевска имања у Вимборну, древном симболичном месту сахрањивања западносаксонских краљева, и Крајстчерчу. Едвард је поставио свој војни логор у Бадбури Рингсу. Етхелволд прво изјављује да ће 'живети или умрети' у Вимборну, али онда бежи у Нортамбрију.
- Кармати, предвођени Абу Саид ал-Даннабијем, заузимају главни град Бахреина Хајр и Ал-Хасу (Источна Арабија). Абу Саид га чини својом резиденцијом и успоставља верску републику.
- Регино од Прума, бенедиктинац, протеран је из Прума и постаје опат опатије Светог Максимина (коју су Викинзи разорили) у Триру.

## Смрти
- 26. октобар — Алфред Велики, краљ Англосаксонаца (*849)
- 8. децембар — Арнулф Корушки, краљ Немачке и цар Светог римског царства (*850)
- Зоја Зауцена —  византијска царица, друга супруга цара Лава VI Мудрог